# Егено фон Геролдсек
Егено фон Геролдсек (на немски: Egeno von Geroldseck; * пр. 1320; † 21 февруари 1343) е господар на Геролдсек в Елзас.

## Произход
Той е син на Симон II фон Геролдсек († 1293/1294) и съпругата му, дъщеря на Егино V фон Урах-Фрайбург († 1236/1237) и Аделхайд фон Нойфен († 1248).

## Фамилия
Егено фон Геролдсек се жени за Аделхайд фон Фюрстенберг († 22 март), дъщеря на граф Фридрих I фон Фюрстенберг († 1296) и съпругата му Уделхилд фон Волфах († сл. 1305). Нейната сестра Анна фон Фюрстенберг († сл. 1321) е омъжена за Йохан I фон Геролдсек († 1321).
Егено и Аделхайд имат децата:
- Хуго II († сл. 1370)
- Симон († сл. 1375)
- Йохан († 1355, 1362)
- Фридрих († сл. 13 октомври 1369), женен за Валпургис фон Лютцелщайн († 1406)
- Елза/Елизабет († сл. 1346), омъжена между 7 януари и 14 февруари 1337 г. за Хайнрих III фон Лихтенберг († 1379)
- ? Агнес († сл. 1364)
- ? Аделхайд († сл. 1358)
- ? Катарина († сл. 1372)
- ? Хуго († сл. 1379)